# خواجه‌لی (یورغیر)
خواجه‌لی (به ترکی استانبولی: Hocallı) یک منطقهٔ مسکونی در ترکیه است که در یورغیر واقع شده‌است.